# Лив и Мади
„Лив и Мади“ (на английски: Liv and Maddie), е игрален сериал на Дисни Ченъл, създаден от Джон Бек и Рон Харт. Продуцирано е от It's a Laugh Productions за Дисни Ченъл. Звездата Дав Камерън играе еднояйчни близнаци. Сериалът се продуцира през април 2013 г. и започва да излъчва от 19 юли 2013 г.. Първото промо за сериала е пуснато на 28 юни 2013 г. (петък) след премиерата на Disney's Mickey Mouse Shorts. В България първото промо за сериала е пуснато на 23 ноември 2013 г. и предпремиерата на сериала е на 7 декември, а премиерата през януари 2014 г.

## Излъчване
| Сезон | Сезон | Епизоди | Начало на сезона  | Край на сезона |
| ----- | ----- | ------- | ----------------- | -------------- |
|       | 1     | 21      | 19 юли 2013       | 27 юли 2014    |
|       | 2     | 24      | 21 септември 2014 | 25 август 2015 |
|       | 3     | 20      | 13 септември 2015 | 19 юни 2016    |
|       | 4     | 15      | 23 септември 2016 | 24 март 2017   |

## Герои
- Дав Камерън като Лив и Мади Руни.[2] На български – Ана-Мария Томова (от първи до трети сезон)
Елена Бойчева (четвърти сезон) (Лив) и Надежда Панайотова (Мади).
- Джоуи Браг като Джоуи Руни.[2] На български – Иван Велчев
- Тензинг Норгай Трейнър като Паркър Руни.[2] На български – Ася Братанова.
- Бенжамин Кинг като Пити Руни.[2] На български – Христо Бонин.
- Кали Роча като Карен Руни.[2] На български – Ася Братанова.
- Бенджамин Кинг като Диги. На български – Петър Бонев (първи сезон) и Росен Русев (от втори сезон).
- Джесика Мари Гарсия като Уилоу. На български – София Джамджиева.

Режисьор на дублажа е Петър Бонев.

## Рейтинг
Пилотният епизод е гледан от 5.8 милиона зрители в САЩ.

## Излъчване в чужбина
| Държава / регион          | Канал                                 | Дата на премиерата             | Заглавие в страната | Източници |
| ------------------------- | ------------------------------------- | ------------------------------ | ------------------- | --------- |
| САЩ                       | Дисни Ченъл                           | 19 юли 2013 15 септември 2013  | Liv & Maddie        |           |
| Великобритания · Ирландия | Дисни Ченъл Великобритания и Ирландия | 7 октомври 2013 8 ноември 2013 | Liv & Maddie        |           |
| България                  | Дисни Ченъл България                  | 7 декември 2013 25 януари 2014 | Лив и Мади          | [ 3 ]     |
| Румъния                   | Disney Channel Румъния                | 7 декември 2013 25 януари 2014 | Liv și Maddie       | [ 4 ]     |
| Унгария                   | Дисни Ченъл Унгария                   | 7 декември 2013 25 януари 2014 | Liv és Maddie       | [ 5 ]     |
| Португалия                | Дисни Ченъл Португалия                | 31 януари 2014                 | Liv e Maddie        | [ 6 ]     |
| Испания                   | Disney Channel Испания                | 31 януари 2014                 | Liv y Maddie        | [ 7 ]     |